# Olympische Sommerspiele 1996/Teilnehmer (Mauretanien)
| Gelbes Symbol für Goldmedaillen mit stilisierten Olympischen Ringen | Graues Symbol für Silbermedaillen mit stilisierten Olympischen Ringen | Braundes Symbol für Bronzemedaillen mit stilisierten Olympischen Ringen |
| ------------------------------------------------------------------- | --------------------------------------------------------------------- | ----------------------------------------------------------------------- |
| —                                                                   | —                                                                     | —                                                                       |

Mauretanien nahm an den Olympischen Sommerspielen 1996 zum vierten Mal an Olympischen Sommerspielen teil. Die Mannschaft bestand aus vier Sportlern, die in vier Wettbewerben der Leichtathletik starteten. Jüngster Teilnehmer war Noureddine Ould Ménira mit 28 Jahren und 82 Tagen, der älteste war Sid’Ahmed Ould Mohamedou mit 30 Jahren und 212 Tagen. Während der Eröffnungsfeier am 19. Juli 1996 trug Noureddine Ould Ménira die Flagge Mauretaniens in das Olympiastadion.

## Teilnehmer
| Name                     | Alter | Geschlecht | Sportart       | Resultat(e)                                |
| ------------------------ | ----- | ---------- | -------------- | ------------------------------------------ |
| Chérif Baba Aidara       | 28    | männlich   | Leichtathletik | Platz 7 im zweiten Vorlauf über 800 Meter  |
| Mohamed Ould Brahim      | 28    | männlich   | Leichtathletik | Platz 8 im zweiten Vorlauf über 200 Meter  |
| Noureddine Ould Ménira   | 28    | männlich   | Leichtathletik | Platz 8 im ersten Vorlauf über 100 Meter   |
| Sid’Ahmed Ould Mohamedou | 30    | männlich   | Leichtathletik | Platz 11 im ersten Vorlauf über 5000 Meter |